# NGC 1553
NGC 1553 је лентикуларна галаксија у сазвежђу Златна риба која се налази на NGC листи објеката дубоког неба.
Деклинација објекта је - 55° 46' 46" а ректасцензија 4h 16m 10,6s. Привидна величина (магнитуда) објекта NGC 1553 износи 9,0 а фотографска магнитуда 10,0. Налази се на удаљености од 15,238 милиона парсека од Сунца. NGC 1553 је још познат и под ознакама ESO 157-17, AM 0415-555, IRAS 04150-5554, PGC 14765.